# Де Конинг-Дейкстра, Трюс
Гертрёйда Катарина (Трюс) де Конинг-Дейкстра (нидерл. Geertruida Catharina (Truus) de Koning-Dijkstra; род. 24 февраля 1951 года в Фрисландии, Нидерланды) — нидерландская шорт-трекистка и конькобежка, 3-кратная чемпионка Нидерландов по шорт-треку и бронзовый призёр чемпионата Нидерландов по конькобежному спорту.

## Биография
Трюс Дейкстра родилась в деревне Бюйтенпост в большой семье из семи детей - шестерых девочек и одного мальчика. Её родители владели  транспортной компанией. Дети занимались многими видами спорта, такими как гимнастика, нетбол и катание на коньках. Трюс научилась кататься по канаве перед домом её родителей. После того, как открылся каток в деревне, дети до позднего вечера гоняли по кругу. Примерно в возрасте 10 лет, она вместе со старшей сестрой Дути стала участвовать в соревнованиях по шорт-треку.
В 12 лет Трюс стала тренироваться в Леувардене в конькобежном спорте, пока в Сюрхёйстервене не был основан клуб «IJsvogels». Вместе с сестрой они стали членами клуба и летом тренировались на футбольном поле, а зимой ездили тренироваться под руководством тренера Удса Кауперюса на каток с искусственным льдом в Девентере. После открытия катка "Тиалф" в 1967 году в Херенвене они переехали туда. 
В том же году Трюс прошла фризский отбор у тренера Класа Виссера и уже в марте участвовала на юниорском чемпионате Нидерландов, где сразу заняла 3-е место в спринте, а через год стала 2-й в абсолютном зачёте многоборья. С 1969 года она участвовала на чемпионате Нидерландов в категории взрослых. С 1971 по 1973 год Трюс выиграла три титула чемпиона Нидерландов в соревнованиях по шорт-треку. В 1974 году заняла 4-е место в многоборье в Национальном чемпионате по конькобежному спорту и дебютировала на международной арене.
В январе 1974 года на чемпионате Европы в Алма-Ате заняла 6-е место в сумме многоборья, а на чемпионате мира в классическом многоборье и на спринтерском чемпионате мира заняла 12-е места. Следующие два года она участвовала на чемпионате Нидерландов, но больше успехов не было и в 1976 году завершила карьеру спортсменки.

## Личная жизнь и работа
Трюс с 1972 года замужем за Яквесом де Конингом. Живёт она в Миддели, у неё две дочери и один сын. Младший Яквес Конинг также был конькобежцем-спринтером.